# Альфа-бисаболен
Альфа-бисаболен (α-бисаболен) — органическое вещество, относится к классу терпенов. Содержится в опопанаксе.
Как и родственные β- и γ-бисаболены обладает сладким, бальзамическим, древесным запахом; может быть получен дегидратацией неролидола. Применяется как компонент парфюмерных композиций.